# 京广路街道
京广路街道，是中华人民共和国河南省郑州市二七区下辖的一个乡镇级行政单位。

## 行政区划
京广路街道下辖以下地区：
洁云路社区、冯春社区、红云路社区、冯庄社区和佛岗社区。